# Eunidia quadrialbovittata
Eunidia quadrialbovittata là một loài bọ cánh cứng trong họ Cerambycidae.